# جزیره مرغی
مُرغی از جزیره‌های غیرمسکونی ایرانی در خلیج فارس است. این جزیره در استان بوشهر قرار دارد.
جزیره مرغی در مقابل ناحیهٔ بردخون (شهرستان دیر) واقع شده‌است. این منطقه زیستگاه مناسبی برای تخم‌گذاری لاک پشتهای پوزه عقابی و پرستوهای مهاجر است. جزایر مطاف، تهمادون، چراخی و مرغی در برابر ناحیه بردخون واقع شده‌اند.